# Les Anges de Fatima
Maillots
Les Anges de Fatima (de son ancien nom complet Associations Sportive Diables Rouges de Fatima) est un club centrafricain de football basé à Bangui, la capitale du pays. C'est l'un des clubs les plus titrés du pays avec neuf victoires en championnat et 18 Coupes. 
Le club est fondé en 1940.

## Résultats en compétitions africaines
Au niveau continental, le meilleur résultat du club est un quart de finale obtenu lors de la Coupe des Coupes 1992. Après avoir éliminé l'Atlético Malabo (Guinée-Équatoriale), les Camerounais du Tonnerre Yaoundé puis le club congolais d'Elecsport Bouansa, l'ASDR Fatima tombe en quarts face aux Burundais de Vital'O FC, futur finaliste de l'épreuve (0-0 à Bangui puis une défaite 2-1 à Bujumbura).

## Palmarès
- Championnat de République centrafricaine (9)
  - Champion : 1968, 1969, 1974, 1975, 1977, 1978, 1983, 1988 et 2005

- Coupe de République centrafricaine (18)
  - Vainqueur : 1950, 1968, 1970, 1980, 1981, 1982, 1988, 1991, 1993, 1998, 2000, 2008, 2009, 2014, 2015, 2016, 2017 et 2018